# Nigidius decellei
Nigidius decellei là một loài bọ cánh cứng trong họ Lucanidae. Loài này được Maes mô tả khoa học năm 1990.